# Phytocoris consors
Phytocoris consors är en insektsart som beskrevs av Van Duzee 1918. Phytocoris consors ingår i släktet Phytocoris och familjen ängsskinnbaggar. Inga underarter finns listade i Catalogue of Life.